# Форначе ди Мирамаре (Римини)
Форначе ди Мирамаре је насеље у Италији у округу Римини, региону Емилија-Ромања.
Према процени из 2011. у насељу је живело 25 становника. Насеље се налази на надморској висини од 6 м.